# Historia de La Plata

Escudo oficial de la ciudad (1891).

La ciudad de La Plata es la capital de la provincia de Buenos Aires, Argentina

## Origen de la ciudad

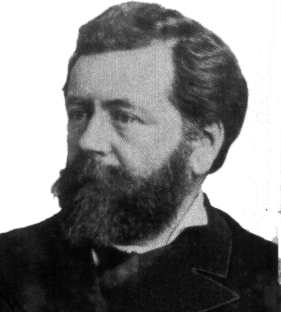
Dardo Rocha, el fundador de la ciudad.

### Causas
El fracaso del alzamiento porteño de 1880, motivado por el recurrente enfrentamiento en el que se hallaba la Provincia de Buenos Aires con la Nación por el control de la Ciudad de Buenos Aires (entonces capital tanto del Estado Provincial como del Nacional), concluyó en la federalización de la ciudad, y por ende, el fin de ésta como capital de la provincia homónima. Dardo Rocha, investido gobernador de la Provincia tras la revuelta, se vio entonces ante la necesidad de instalar su gobierno y administración en otra ciudad.'
Una comisión compuesta por Eduardo Wilde, José María Ramos Mejía y los ingenieros Francisco Lavalle y Guillermo White, se encargaría junto a Dardo Rocha de inquirir diversas localidades (entre éstas Barracas al Sur, Belgrano, Flores, Campana, Chascomús, Dolores, Lomas de Zamora, Mercedes, Moreno, Olivos, Quilmes, San Fernando, San Isidro, San Nicolás, Zárate y Ensenada) teniendo en cuenta parámetros relativos a la:
- Conveniencia para la administración de la provincia.
- Calidad de los terrenos en que deba levantarse la nueva ciudad para la edificación y de los circunvecinos para la agricultura, con el propósito de construir obras indispensables a la higiene y comodidad de un futuro gran centro de población (contemplándose a dicho fin la accesibilidad a fuentes de agua potables suficientes para sustentarlo).
- Facilidad de comunicar con la capital de la Nación, el interior de la Provincia, otras provincias y el exterior.

Con el objeto de optar por una de ellas para la instalación de la capital de la Provincia. Es así como se concluye que las localidades que reúnen mayor número de las condiciones indicadas para el establecimiento de un gran centro de población son Campana, Ensenada y Zárate, en primer término, y subsidiariamente Quilmes, Olivos y San Fernando, o bien, aquellas asentadas sobre la línea del Ferrocarril del Oeste, desde Moreno hasta Mercedes

### Elección del área
A la sazón, luego de rechazar las opciones alternativas, Dardo Rocha se inclinó por Ensenada, contigua al Río de La Plata y conectada con Buenos Aires a través del Ferrocarril Buenos Aires a Ensenada. El 14 de marzo de 1882 anuncia la capitalización de este municipio (partido de Ensenada).
No obstante, la decisión no contemplaba instalar el gobierno y la administración en la costera Ensenada, sino que se proyectaba el emplazamiento de una nueva ciudad 10 kilómetros tierra adentro en las Lomas de Ensenada. Estos terrenos, poblados por montes, lomas y bañados, recorridos de suroeste a noreste —hasta desaguar en el cercano Río de la Plata— por el Arroyo del Gato (hoy entubado); constituían parte de las propiedades de Martín Iraola, hallándose adyacentes al pueblo de Tolosa (fundado en 1871, y en aquel entonces, habitado por 7000 personas). Para el diseño de la urbe, convocó al Ingeniero Pedro Benoit que trazó los planos de la futura capital de la provincia.

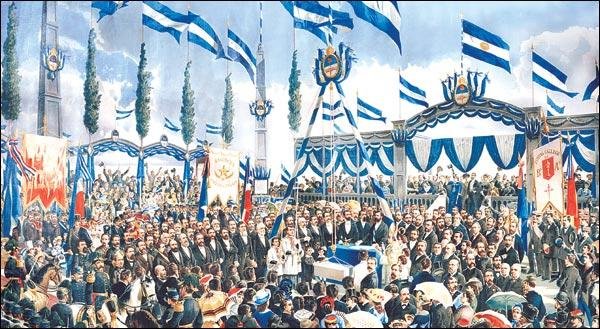
La estructura levantada en la plaza durante la Fundación llevaba grabadas leyendas de vívido contenido ideológico, tales como: «Paz y Libertad»; «Orden y Progreso»; «Vías de Comunicación y Vida Municipal»; «Educación Común y Sufragio Libre»; «No Basta Odiar la Tiranía, Es Necesario Amar la Libertad».

### Fundación y voces opositoras
Fundar una ciudad desde sus cimientos constituía un desafío ambicioso, no solo para los ingenieros y arquitectos que erigirían una ciudad novedosa y fastuosa en comparación con las demás ciudades que se asentaban a lo largo de la República, sino, especialmente, en virtud de que aquello que se levantaba se ungía representante del progreso de la Nación. «La Plata», tal se decidió denominarla, no habría de relegarse, en la mente de su creador, a ser capital de una provincia. Su nombre argentífero remitía a la Nación, y por ende, su lugar a ocupar era ser la cabeza de la República. Así la contempló hasta su ruina el proyecto político de Dardo Rocha, el cual postulaba consumarse en el acceso a la presidencia de 1886, finalmente malogrado en la disputa con Juárez Celman.
En medio de la incomprensión de sus contemporáneos, de la furibunda crítica de los diarios porteños y de políticos de la talla de Domingo Sarmiento que rivalizaban con Dardo Rocha, éste decreta el 10 de noviembre de 1882 que la fundación de la ciudad se produjera el día 19 del mismo mes y año. Finalmente, en el día establecido para la fundación, en presencia del Gobernador Dardo Rocha y el Ministro Victorino de la Plaza en representación del Presidente Julio A. Roca, se coloca la Piedra Fundamental en una urna enterrada en el centro geográfico de la ciudad (hoy en día, Plaza Moreno). En ese acto, Dardo Rocha pronunció las siguientes palabras: «Hemos dado a la nueva capital el nombre del río magnífico que la baña, y depositamos bajo esta piedra, esperando que aquí queden sepultadas para siempre, las rivalidades, los odios, los rencores, y todas las pasiones que han retardado por tanto tiempo la prosperidad de nuestro país».

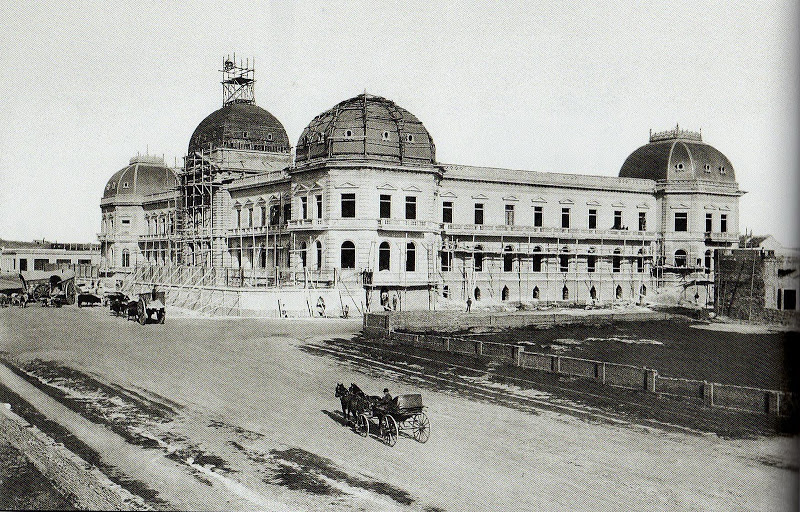
Construcción avanzada del Palacio de Justicia, ya en 1885.

### Trazado y construcción
Desde fines de 1882, los primeros habitantes, legiones de albañiles italianos, comenzaron a ocuparse de las obras fundacionales. En junio de 1883 se empieza a construir el Palacio Municipal de La Plata. Un año más tarde, en 1884, los poderes públicos de la Provincia son instalados definitivamente; impulsando la llegada masiva de empleados públicos entonando un singular cántico que resumía sus particulares expectativas sobre la vida en la naciente ciudad y el más generalizado optimismo dispendioso de la época:

Me voy para La Plata,

la nueva capital,
que allí se gana mucho,
con poco trabajar.

Me voy para La Plata,
la nueva capital.
Casillas de madera,
frentes de material.

Vamos a La Plata
que hay mucho que ver:
hombres a caballo
y mujeres a pie.

Vamos a La Plata,
la nueva capital,
que allí van las muchachas
a medio nacional.

¿Qué quieres que te traiga
de la Ensenada?
Si matas una suegra,

la riñonada.

Edificio de la Dirección de Escuelas, actualmente Ministerio de Educación de la Provincia de Buenos Aires.

Habiendo comenzado su construcción en 1882, el 14 de septiembre de 1884 se inauguró oficialmente el Hipódromo de La Plata ante una asistencia de 4.000 personas. En dicha jornada se disputaron el Premio Inauguración y el Gran Premio Ciudad de La Plata.
Mientras la población se instalaba rápidamente gracias a un permiso municipal para la construcción de casillas de madera prefabricadas durante un plazo de una cierta cantidad de años; avanzaban rápidamente las obras de los principales edificios públicos, que estaban terminados en menos de cinco años. La Casa de Gobierno, los Palacios Municipal, de Justicia y de la Legislatura, el Banco de la Provincia y el Hipotecario de la Provincia, la Residencia del Gobernador y algunos Ministerios fueron las primeras grandes construcciones habilitadas en la ciudad entre 1885 y 1886. Al mismo tiempo, avanzaba el adoquinado de las calles principales con granito de Tandil.

### Poblamiento y primeros servicios

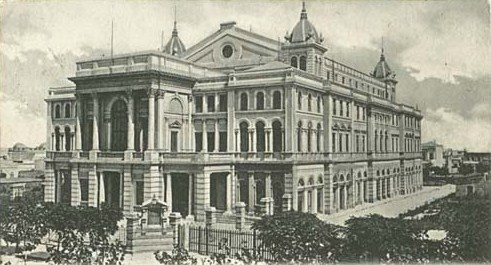
Teatro Argentino, edificio original de 1890 que se incendiaría en 1977.

Entre 25 y 29 de marzo de 1884 se llevó a cabo el primer censo de la ciudad. Este censo determinó que en la ciudad habitaban 10.407 personas (8779 varones y 1628 mujeres), siendo solo 1.278 argentinos y el resto extranjeros, provenientes mayormente de Italia, España, Francia, Portugal, Austria e Inglaterra.
En abril de 1886 se declaró instalado el alumbrado eléctrico en la ciudad, con lo cual La Plata fue la primera ciudad de América del Sur con este servicio. El servicio era provisto en aquel entonces por la Brush Electric Company.

Cuartel central de policía, actualmente Ministerio de Seguridad de la Provincia de Buenos Aires

A tan solo cinco años de haberse fundado la ciudad, se fundó el Club de Gimnasia y Esgrima La Plata. Fundado el 3 de junio de 1887, comenzó sus actividades deportivas con los dos deportes que forman su nombre; la gimnasia y la esgrima.
El 20 y 24 de agosto de 1887 fueron inaugurados los servicios de telegrafía y telefonía de la ciudad. Las líneas telefónicas habilitadas posibilitaban las comunicaciones con las ciudades de Buenos Aires y Ensenada.
En 1887 también se inició la construcción del viejo Teatro Argentino a cargo del arquitecto italiano Leopoldo Rocchi. Su construcción demandó 5 años, aunque se inauguró en 19 de noviembre de 1890 con la obra Otello de Giuseppe Verdi.
La ciudad fue premiada en la Exposición Universal de París en 1889, evento en el cual a la nueva urbe se la premia con dos medallas doradas en las categorías «Ciudad del Futuro» y «Mejor realización construida».

### Crisis de 1890

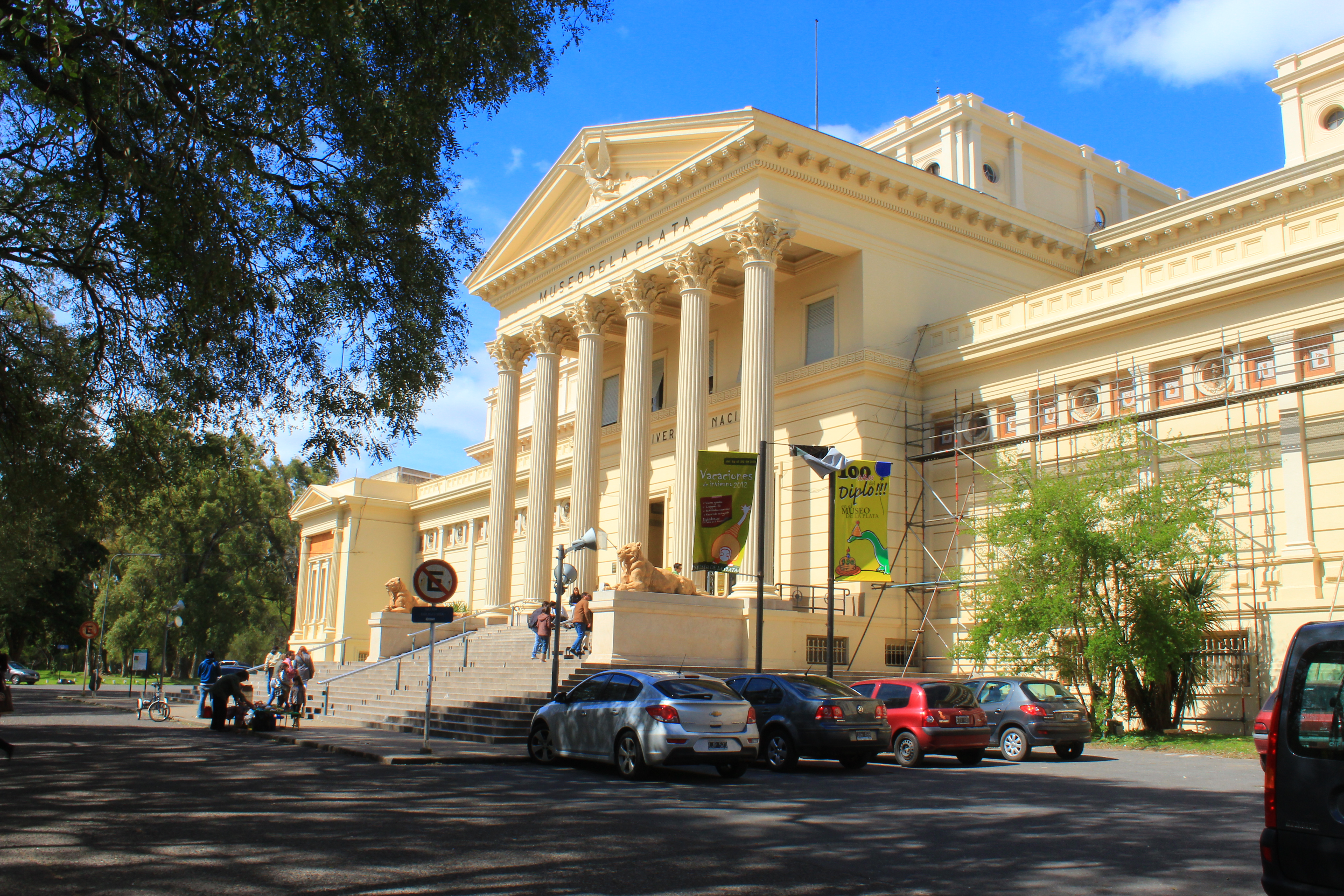
El Museo de La Plata (1889) dio prestigio a la ciudad en un momento de estancamiento.

En 1890, la burbuja financiera que había alimentado el progreso argentino durante la última década, estalló súbitamente, llevándose consigo al Presidente Juárez Celman, que debió renunciar con el estallido de una Revolución.
La construcción de la ciudad de La Plata, sus grandes edificios y sus primeras casas, comercios y grandes residencias había sido posible en gran medida por esta fuerte especulación financiera y endeudamiento, con lo cual la crisis impactó en la ciudad muy fuertemente. Si el censo de 1890 había arrojado una población de ya 65.610 habitantes, cinco años después los habitantes habían disminuido a 60.991.
Personajes de importancia como el gobernador D'Amico y el empresario Rocchi (dueño del Teatro Argentino) entraron en quiebra y sus propiedades entraron en remate. Mientras, caían en bancarrota importantes entidades financieras que apoyaban con créditos la construcción de viviendas en La Plata, tales como el Constructor de La Plata e Hipotecario Provincial.
Grandes obras quedaron sin uso, como el Puerto de La Plata recién terminado, que pasó los siguientes años con muy poca actividad. Según viajeros de la época, la ciudad era vista como una «ciudad muerta», «necrópolis», o «esqueleto de ciudad». Apenas obras encaradas por la Sociedad de Beneficencia, como el Asilo de La Plata (año 1892) y la inauguración del Museo de La Plata en 1889, fueron oasis de progreso en una década difícil para la ciudad.
Mientras tanto, la ciudad de Buenos Aires no detenía un crecimiento exponencial que comenzó en 1880 con la inmigración europea masiva, y que ya a las pocas décadas la colocaba varios miles de habitantes por arriba de cualquier otra ciudad argentina. Las intenciones de contrapesar a la Capital Nacional con otras ciudades de importancia comenzaban a fracasar irreversiblemente.

## SigloXX

### Universidad y reactivación

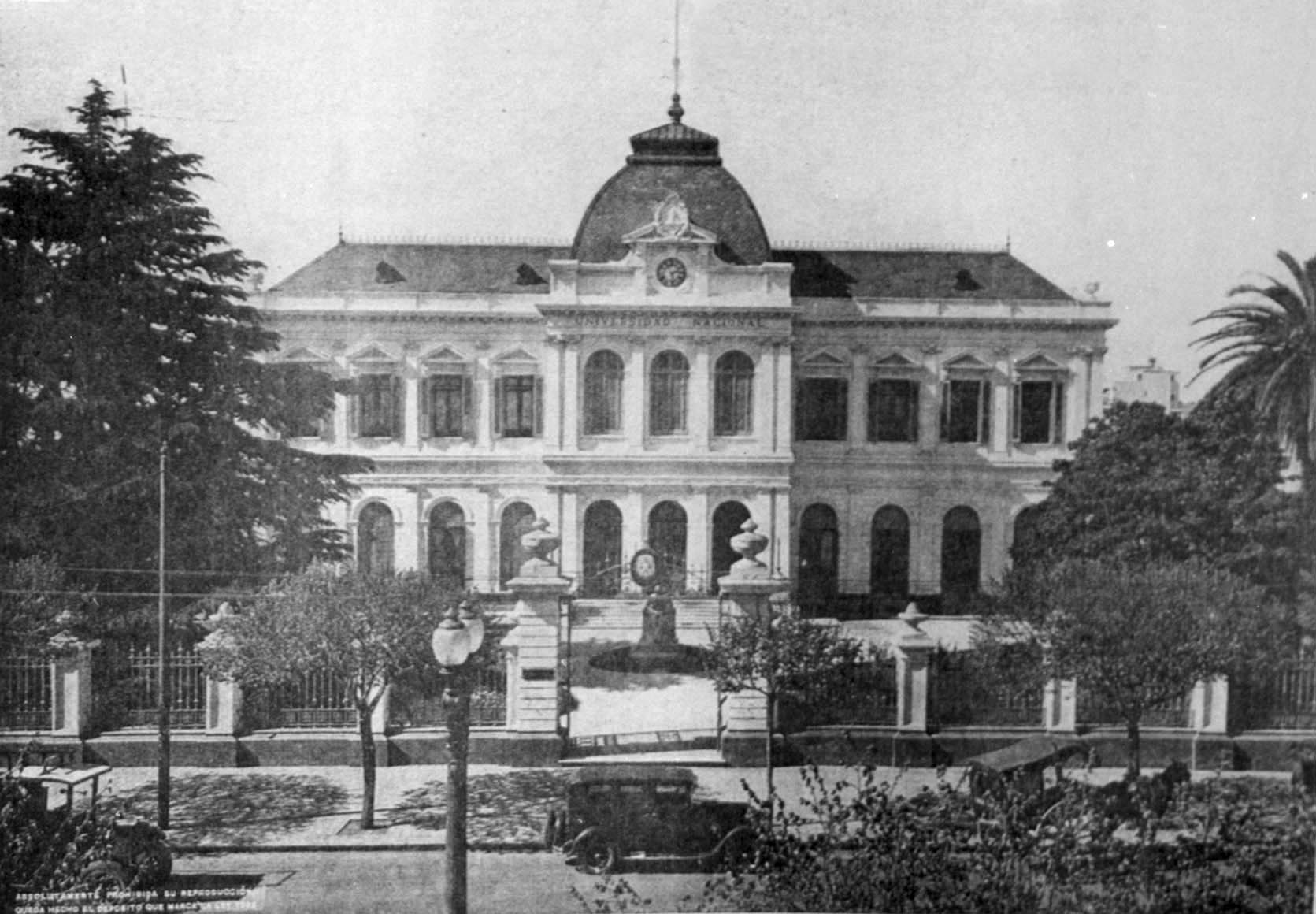
La Universidad Nacional de La Plata (1905) ayudó a revivir a una ciudad paralizada e inconclusa.

Recién en 1897, comenzaba a funcionar muy precariamente la Universidad Provincial de La Plata, otro proyecto paralizado por la crisis de 1890. El proyecto educativo pretendía revivir a una ciudad paralizada, e incluso el Rectorado de la Universidad fue instalado en el edificio abandonado del Banco Hipotecario de la Provincia. Preocupado por el estancamiento de una institución que no lograba ganar prestigio, en 1905 el doctor Joaquín Víctor González logró elevarla a categoría de Universidad Nacional de La Plata. El 4 de agosto de ese mismo año, se fundó el Club Estudiantes de La Plata.
En esos años, se construye el Colegio Nacional de La Plata, con un Laboratorio de Física, amplios jardines, Gimnasio y piscina. Este complejo destinado a formar científicamente una elite dirigente a partir de una educación tutorial iniciada a una temprana edad, y prolongada en las restantes instituciones de la educación superior, convirtió a La Plata en la “ciudad universitaria” del país, y más aún por la clara orientación del proyecto académico-urbanístico implementado, en lo que fue visto como “la Oxford argentina”.

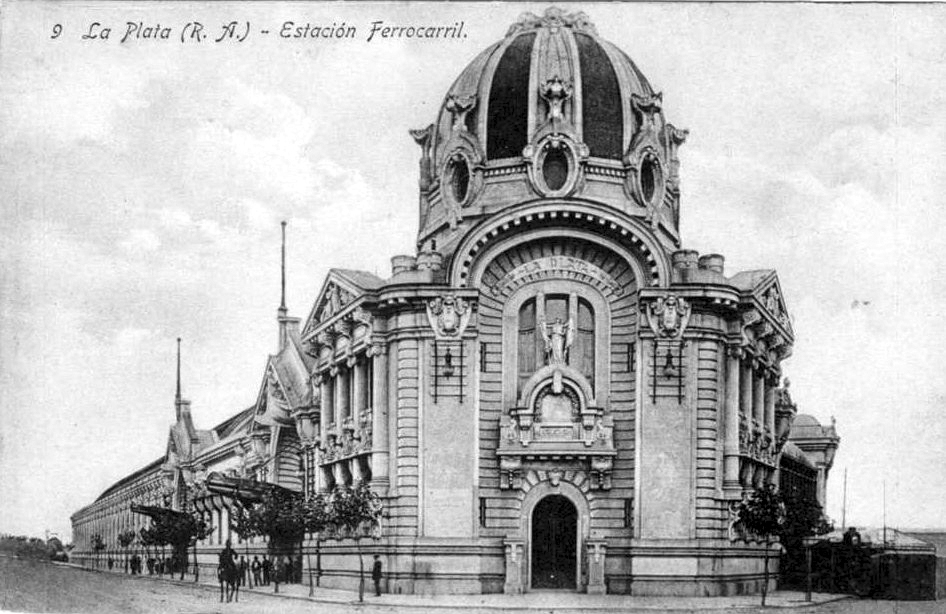
La segunda Estación La Plata (1906) mostró el nuevo crecimiento urbano.

Con la resurrexión de La Plata, la Municipalidad pudo finalmente obligar la desaparición de las casillas provisorias de madera que todavía existían en pleno centro de la ciudad, dándole un aspecto que fue ridiculizado como “Lejano Oeste” norteamericano. En esos mismos años, se clausuraba la primera terminal ferroviaria, Estación 19 de Noviembre, por su ubicación demasiado céntrica que ya la transformaba en un estorbo, para inaugurar en 1906 la actual Estación La Plata. El imponente edificio de la vieja estación no fue demolido, sino remodelado para transformarse en un edificio público que hoy sigue llamándose Pasaje Dardo Rocha.
Incluso la Iglesia Católica formó parte de este proceso de reactivación y crecimiento, inaugurando importantes obras como el Asilo Marín (1914) y la Mansión para Obreros en Berisso, una zona en la cual estallaría el conflicto de la Semana Trágica de 1919. Mientras en el centro urbano comenzaban a aparecer nuevamente petit hotels tanto de influencia francesa, como británica o incluso art nouveau, comenzaban a aparecer de manera aislada los primeros edificios residenciales “de renta”, favorecidos por la especulación inmobiliaria. El proyecto original de la ciudad comenzaba a deformarse, por ejemplo con la instalación de los estadios de fútbol de los equipos de Estudiantes (1907) y Gimnasia y Esgrima de La Plata (1924) en terrenos público del Paseo del Bosque.

### Un crecimiento relativo

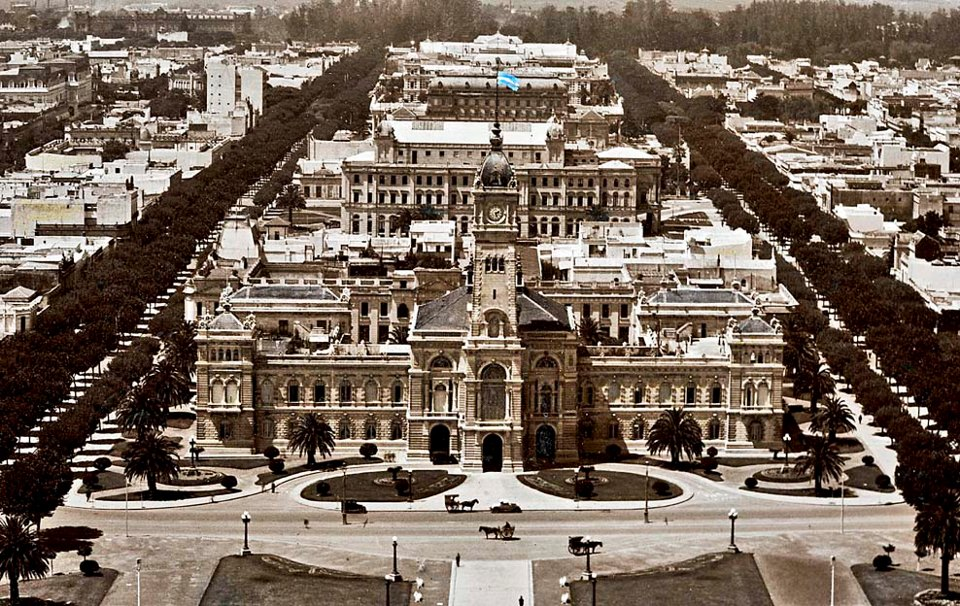
Vista aérea del Eje Fundacional en 1932. (Archivo del Min. de Infraestructura).

Bajo la administración de Alvear (1922-1928), Enrique Mosconi, el presidente de la petrolera estatal Yacimientos Petrolíferos Fiscales (YPF), construyó la destilería de La Plata, que fue la décima destilería más grande del mundo.
Cuando Albert Einstein visitó la ciudad en 1925, elogió la Universidad que se levantaba en lo que para él no era sino la «Brujas del Plata», una recreación de la letárgica «ciudad dormida» belga. La vida estudiantil, que en la década de 1920 estimuló una cierta reactivación sociocultural, no alcanzaba para disipar el miedo al estancamiento que no había abandonado a la ciudad desde la crisis de 1890.
En 1925, el especulador inmobiliario Francisco Piria, adquirió 5.000 hectáreas, que prácticamente comprendían en su totalidad lo que hoy es Punta Lara y parte de Villa Elisa, con el fin de crear una localidad balnearia cercana a Buenos Aires, insinuando también la posible conexión con Uruguay a través de un puente. La iniciativa fracasó debido a la ya perceptible contaminación de las aguas y finalmente quedó reducida loteos que iniciaron sus descendientes a fines de la década del ´40.

### Cincuentenario y plan de obras

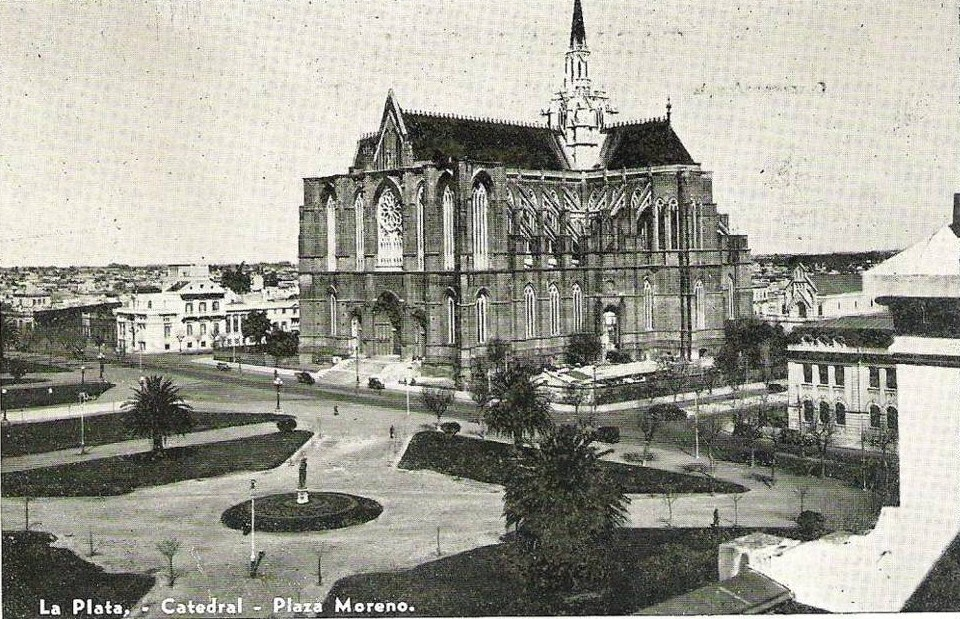
En 1932 se inauguró la inconclusa Catedral de La Plata.

En 1929 estallaba la Gran Depresión, que golpeó fuertemente a toda la economía argentina, demasiado apoyada en un modelo agroexportador que había generado una relación comercial casi única con Inglaterra. El 22 de noviembre de 1931 se inauguraron los primeros servicios de transporte automotor y colectivo de pasajeros de la ciudad, servicios brindados por la Empresa Argentina de Ómnibus.
En 1932 se inauguró la Catedral de La Plata, que aún seguía inconclusa, como una imagen del estancamiento de la ciudad y el proyecto urbano original, que ya se encontraba lejos del éxito. Entraba al Gobierno de la Provincia un partido conservador, luego de casi veinte años de radicalismo, y Manuel Fresco buscaba evocar a la Generación de 1880 para su proyecto nacional. Mientras La Plata podía competir con Buenos Aires únicamente por su Universidad, en todas las demás áreas la Capital Federal ya estaba demasiado lejos. Grandes obras porteñas con la Avenida 9 de Julio, las Diagonales Sur y Norte y las líneas de subterráneo demostraban el despegue de Buenos Aires con respecto a las otras ciudades argentinas.

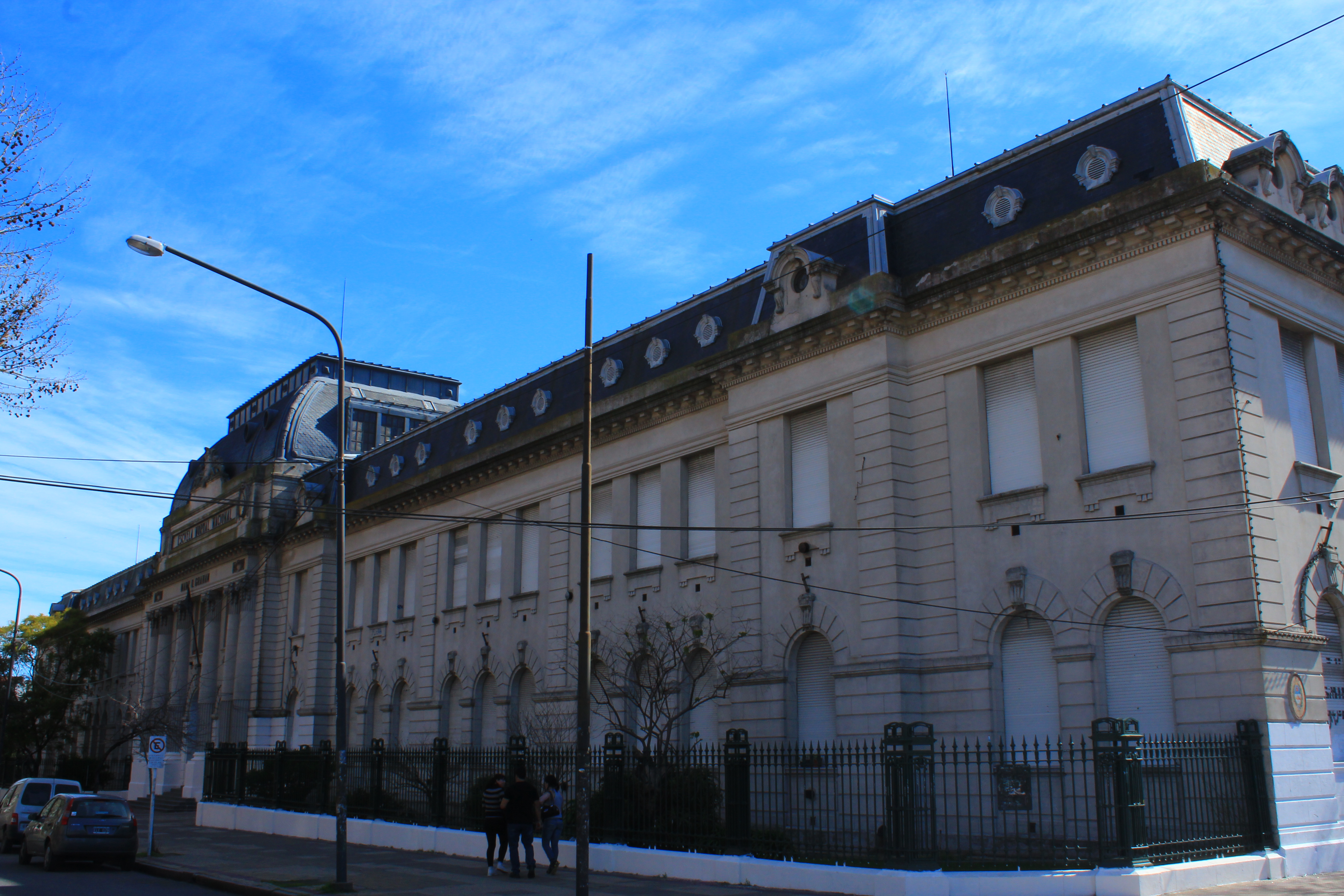
La nueva Escuela Normal 1 fue una de las obras impulsadas para dar empleo y enfrentar la Gran Depresión.

De todas formas, Fresco buscó enfrentar la crisis económica global con políticas de influencia keynesiana: mediante empleo en obras públicas de gran escala. La habilitación de la Catedral, la remodelación del Teatro Argentino, la construcción de pabellones en el Hospital Policlínico, la ampliación del Palacio de Justicia, modernización de escuelas, nuevos establecimientos de enseñanza en gran escala, como la Escuela Superior de Bellas Artes, la Escuela Industrial Albert Thomas, y la nueva Escuela Normal Nacional N.º 1, nuevos edificios para la administración del Poder Ejecutivo Provincial y Municipal (ministerios, edificio del censo, delegaciones municipales), o la Cárcel de Olmos. Además, obras de infraestructura como la prolongación de pavimentos, desagües, entubamiento de arroyos, que evitaron que el riesgo de que “la ciudad fuera devorada por el campo”.
Esto también fue acompañado por el progreso de la construcción privada. La ciudad se modernizó de este modo con nuevas “casas de renta” y viviendas individuales que iban desde ejemplos alto burgueses hasta “viviendas mínimas y decentes”, confiterías, cines, la ampliación de la sede del Club Estudiantes y la del Automóvil Club y la construcción de nuevas instalaciones para el Hipódromo. Las clases alta y media-alta comenzaron a explorar la costa del Río de la Plata, construyendo los clubes Regatas y el balneario del Jockey Club.
Se advierte además la aparición de edificios de hospitales y sanatorios privados en altura, como el Hospital Español (1940) y el Instituto Médico Platense (1938), que constituyeron las primeras manifestaciones de renovadas formas de inserción en la ciudad que se continuaron con la ampliación del Hospital San Juan de Dios (1950), Hospital de Gonnet y Rossi y Sanatorio Argentino (1959).

### El Peronismo en La Plata

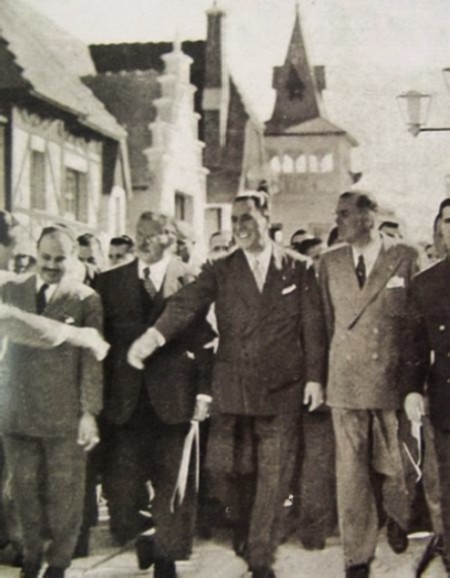
En 1951 Perón y Mercante inauguraban la República de los Niños.

El 10 de diciembre de 1945 en la Parroquia de San Francisco de Asís de esta ciudad, se casaron Juan Domingo Perón y Eva Duarte. Ese 17 de octubre, una multitud popular y obrera había aclamado por Perón en Buenos Aires, con repercusiones también en el Puerto de La Plata, y surgía un nuevo movimiento político conocido como el Peronismo, representado por un Partido Laborista que llevó a su dirigente a la Presidencia durante los siguientes diez años.
El período peronista se caracterizó por la incorporación de programas de interés social que a pesar de su alcance cuantitativo discreto, se convirtieron en usuales demandas a los futuros gobiernos, que debieron implementarlos a veces a regañadientes dentro de su política regresiva en lo social. En 1951, el gobernador Domingo Mercante expropiaba cerca de La Plata la estancia de la sucesión Iraola para inaugurar la República de los Niños, parque temático inédito a nivel mundial.
De un pretencioso Plan Trienal 1947-1950, se realizan solamente el aeropuerto (de uso limitadísimo), un nuevo pabellón del policlínico, mejoras en Melchor Romero, un nuevo Teatro al aire libre en el Bosque, y barrios de viviendas en Berisso. La vivienda colectiva promovida y financiada por el Estado pasa por un momento muy activo, que se manifiesta con los conjuntos realizados en Berisso (Barrio Obrero, Barrio Banco Provincia) y en el acceso al casco urbano (sector comprendido entre las avenidas 13, 19, 526 y 532), este último completado en varias etapas.
A pesar de la Intervención Federal en la Universidad de La Plata, que perjudicó enormemente a la autonomía universitaria, como ocurrió en casi todo el país, en materia edilicia se promovió la realización de una Ciudad Universitaria, retomando propuestas que se remontaban a fines de la década del treinta, pero la crisis económica que comenzó a manifestarse a comienzos de 1950 fue desalentando las realizaciones, y solo se pudieron concretar la nueva sede de la Facultad de Medicina, el Departamento de Electrotecnia y el Comedor Universitario (inaugurado recién en 1961).

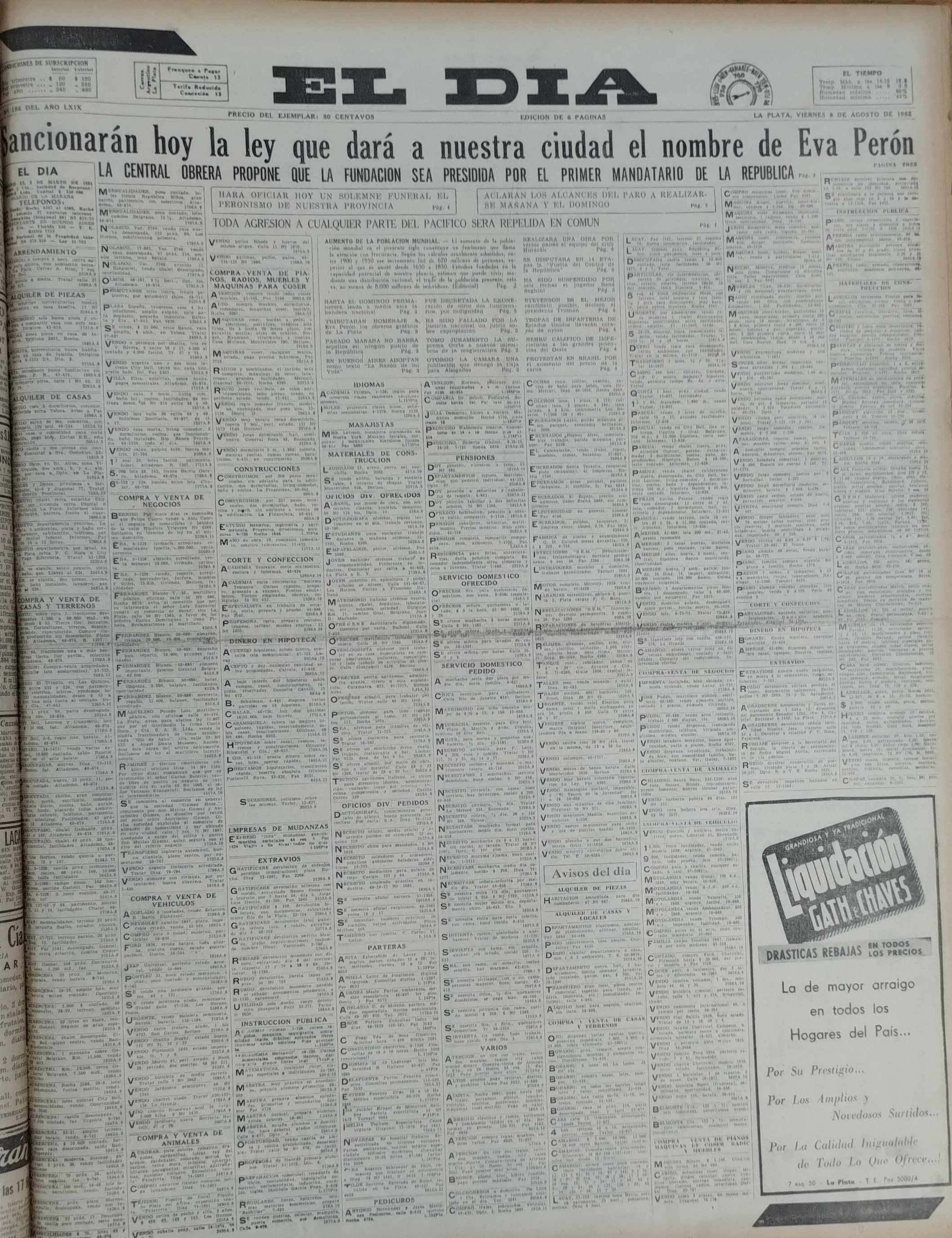
Portada del diario El Día en donde se menciona la inminente sanción de la ley que cambiaría el nombre de La Plata a Eva Perón.

En 1952, luego de la muerte de Eva Perón, la ciudad pasó a llamarse «Ciudad Eva Perón», volviendo a su denominación original luego de la caída del gobierno de Juan Domingo Perón en septiembre de 1955.

### Décadas de inestabilidad

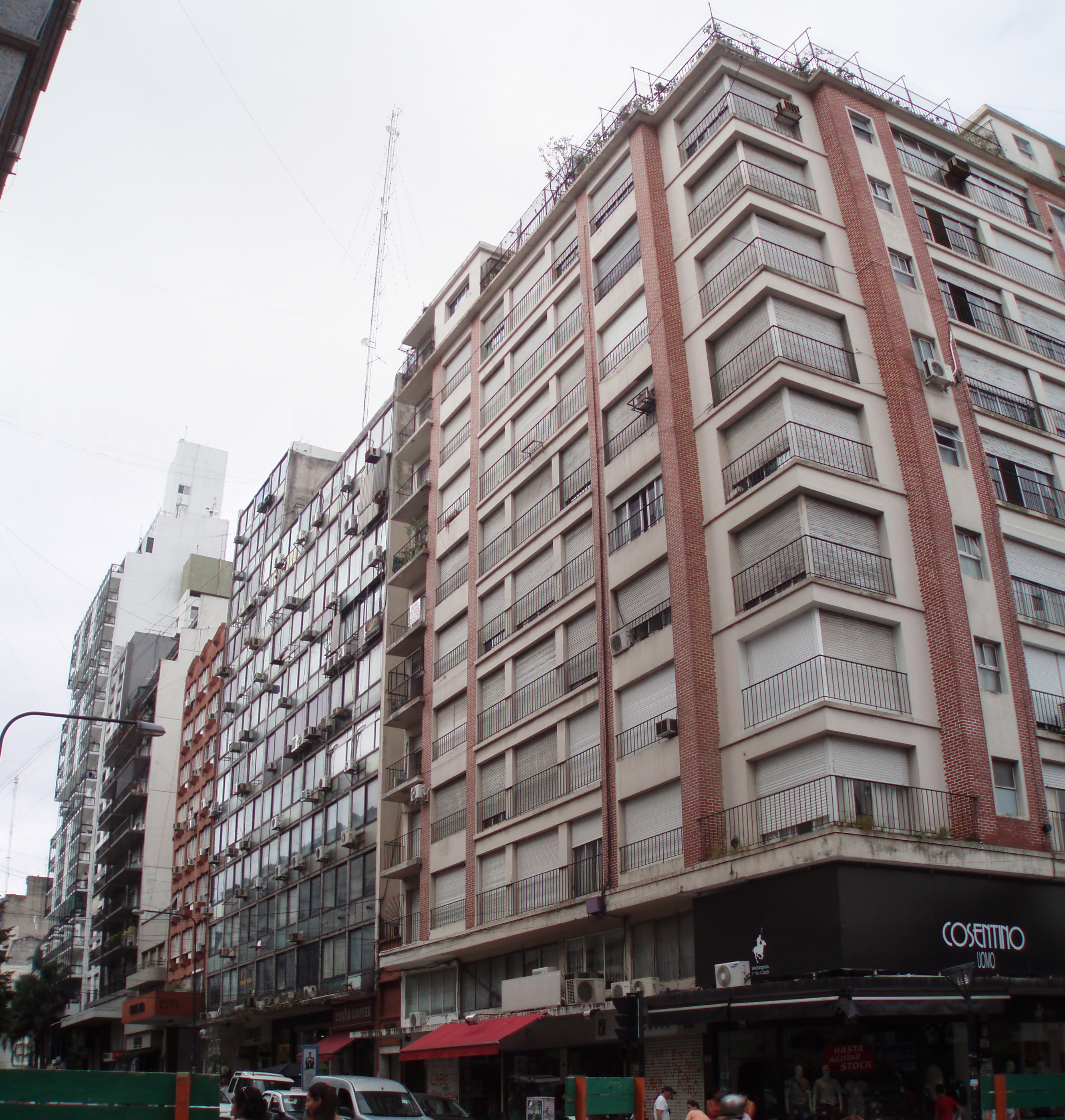
Edificios modernos de Propiedad Horizontal, en Calles 8 y 48.

Luego del golpe militar que derrocó a Perón, la dictadura de Pedro Aramburu decidió separar a Ensenada y Berisso de la Municipalidad de La Plata, con el objetivo de evitar que los obreros de ambas ciudades, en su mayoría peronistas, tuvieran peso en las votaciones de la ciudad capital.
Mientras en 1948 se había pasado del régimen casas de renta al de propiedad horizontal, al comienzo no se advirtieron cambios sustanciales porque en rigor el departamento estaba reservado a una clase media acomodada que negociaba modernidad por estrechez. Recién a partir de los años sesenta, cuando el gusto por vivir en un departamento obnubiló a una nueva clase media que pasó a verlo como símbolo de modernidad, comenzaron a aparecer mayor cantidad de edificios de vivienda en propiedad horizontal.
La Ley de Propiedad Horizontal, combinada con la laxitud de las regulaciones municipales posibilitaron el mayor desorden imaginable, al incentivar las crecientes inversiones en materia edilicia que implicaron un deterioro de la calidad de vida urbana en lo público y privado a la vez: loteos indiscriminados en áreas inadecuadas, saturación de infraestructuras y servicios por sobre ocupación de las áreas centrales, congestión de tránsito por imprevisión de áreas de estacionamiento, descontrol en las densidades.
La separación del municipio de Ensenada de la Plata, con exhausto presupuesto, provoca un estado de deterioro creciente, que sumado a las periódicas destrucciones provocadas por sudestadas deterioraron los espacios públicos de la zona, que paralelamente perdía todo atractivo inmobiliario. Ensenada y Berisso se estancaron después del cierre de los frigoríficos y del estancamiento de las industrias locales (a pesar de la presencia de Techint) y sumaron a su austero paisaje urbano el deterioro ambiental provocado por las emanaciones líquidas y gaseosas del polo petroquímico y petrolero, que aún al presente no ha sido revertido eficazmente.

### Proyectos aislados

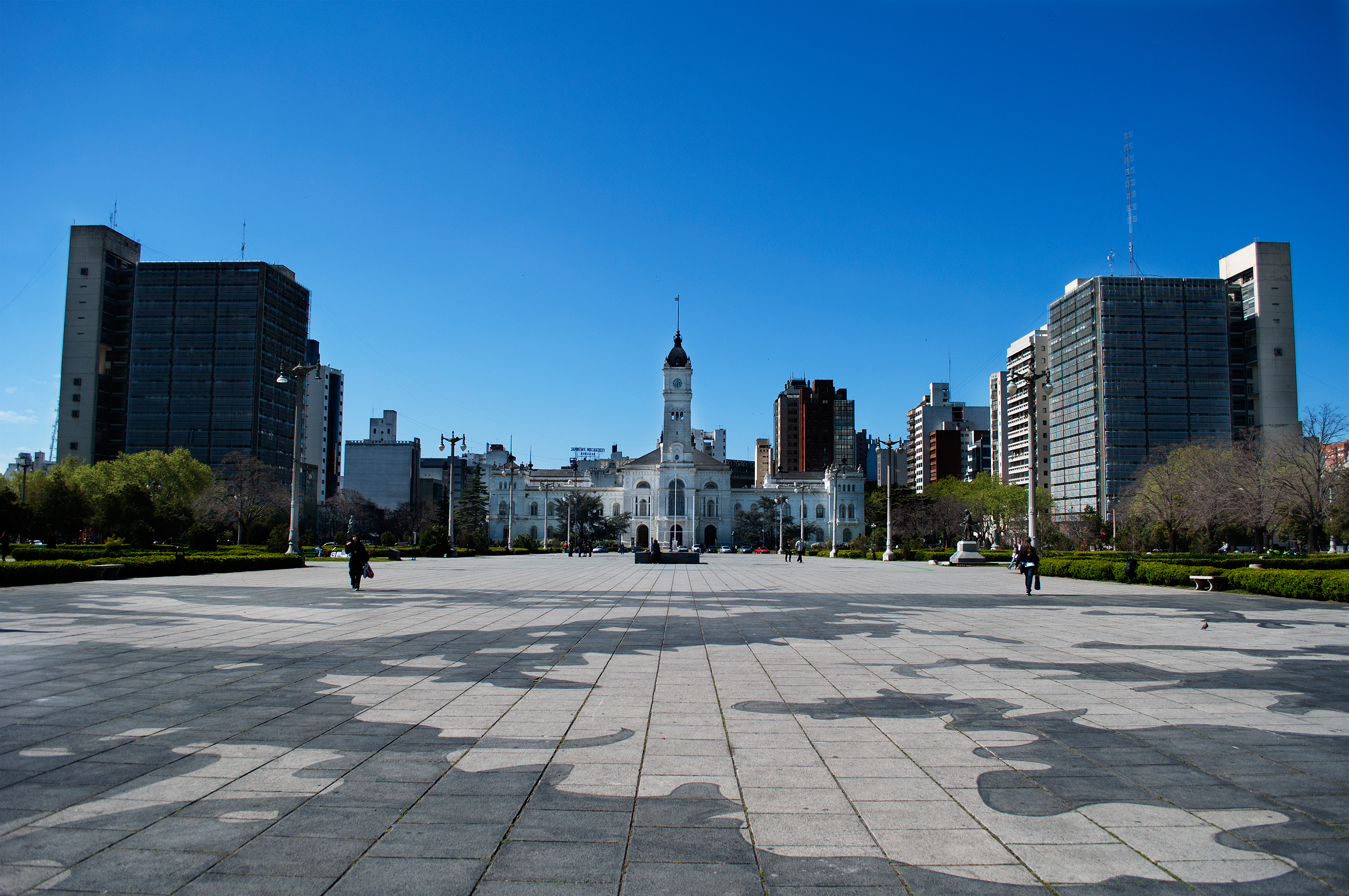
La torres del Centro Administrativo Gubernamental se diseñaron en 1971 y recién fueron terminadas en 1987.

Tanto el Estado como el sector privado realizaron diversas obras durante estas décadas, pero no pasaron de soluciones a problemas puntuales, sin aportar progreso ni actividad a la ciudad. Edificios tales como el tan postergado para el Correo, la sede del Instituto Obra Médico Asistencial, la ampliación del Banco Provincia (1968), la Biblioteca de la Provincia de Buenos Aires, la Caja de Jubilaciones, la Caja Nacional de Ahorro y Seguro, o conjuntos monumentales como el Centro Administrativo (1971-1987) y el Ministerio de Obras Públicas.
En otros casos como la Universidad, conjuntos de alta densidad como el Edificio Tres Facultades en pleno centro de la ciudad, colaboraron a la saturación del centro. Otro proyectos de la dictadura de la Revolución Argentina (1966-1973) nunca fueron siquiera construidos: la facultad de Ciencias Exactas o la facultad de Ingeniería, que hubiera implicado la desaparición de buena parte del campus ideado por Joaquín V. González en 1905.
En 1972, la ciudad de La Plata pretendía anotarse en el listado de sedes del futuro Mundial de Fútbol de 1978 con la construcción de un Estadio Único en las afueras, pero a pesar de que un concurso de proyectos fue realizado, el ganador no sería construido. En materia hospitalaria se sobrevivió ampliando discretamente un par de hospitales (Rossi y Gonnet), sin nuevos emprendimientos de envergadura, en una ciudad que crecía aceleradamente.
En 1974, la Casa de Gobierno sufrió un incendio en su mansarda, que logró ser apagado sin víctimas, reparándose luego la parte destruida. En 1977 el viejo Teatro Argentino también sufrió un voraz incendio que destruyó buena parte de las instalaciones y afectó seriamente la estructura del edificio. Prácticamente solo quedaron en pie las paredes perimetrales. El gobierno militar de entonces, a pesar de los fuertes reclamos de la sociedad argentina e internacional por la reconstrucción del edificio, decidió demolerlo y llamó a un concurso público para la construcción, en el lugar, de un nuevo y moderno centro cultural que continuara la gloria del antiguo Teatro Argentino. Las obras comenzaron en 1980 con una estimación de cuatro años para su finalización, pero éstas sufrieron constantes retrasos y paralizaciones durante las siguientes décadas.

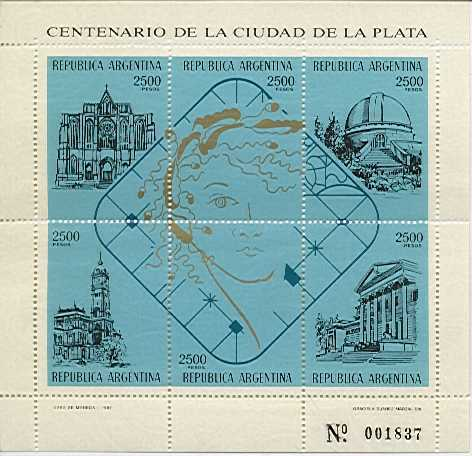
Sello postal conmemorativo por los 100 años de la ciudad.

### Centenario de La Plata
En 1982 se cumplió el centenario de la ciudad y para conmemorar su fundación, la dictadura militar que gobernaba el país desde 1976 realizó grandes festejos, rememorando a la Generación de 1880 como ya lo habían hecho los conservadores de 1932 en el Cincuentenario. Como parte de los festejos, se emitió un sello postal en el cual se destacaban el Palacio Municipal, la Catedral, Museo de Ciencias Naturales y el Observatorio. Se realizaron varios proyectos urbanos, en un momento en que se volvió a valorar el trazado planificado de la ciudad, pero ninguno de ellos se concretó.
Por su carácter polémico se destaca el encargo de nuevas plazas de estilo moderno, que no lograron ser tomadas positivamente por los vecinos y hoy se mantienen en estado de ruina, cuando no fueron modificadas. Fuera de esto y de varios proyectos de reciclajes de antiguas casa chorizo, la ciudad vivió años de estancamiento, a medida que el país entraba en una creciente inflación y una crisis económica y social que la dictadura militar dejó al país, cuando se regresó a la democracia en 1983.

### La Plata durante el Menemismo
El 10 de diciembre de 1991 asumió la intendencia Julio César Alak (a sus 32 años de edad), siendo reelecto en 1995, 1999 y 2003, mantuvo su cargo hasta las elecciones de 2007.
El 15 de noviembre de 1992 en la ciudad el odontólogo Ricardo Barreda (a sus 56 años de edad), mató a su esposa, a su suegra y a sus dos hijas con una escopeta Victor Sarasqueta. En 1995 fue condenado a Cadena Perpetua.
En 1997 se filmó la película Siete años en el Tíbet, que contó con la actuación de Brad Pitt, David Thewlis, B. D. Wong, Mako, Danny Denzongpa, Víctor Wong, Ingeborga Dapkunaite y Jamyang Jamtsho Wangchuk, entre otros. Se utilizó como locación la terminal de trenes local, al tener un diseño similar a la de trenes de Austria. La película pertenece al género dramático y fue rodada mayormente en Estados Unidos y en la provincia de Mendoza, Argentina.

## Recuperación y última década

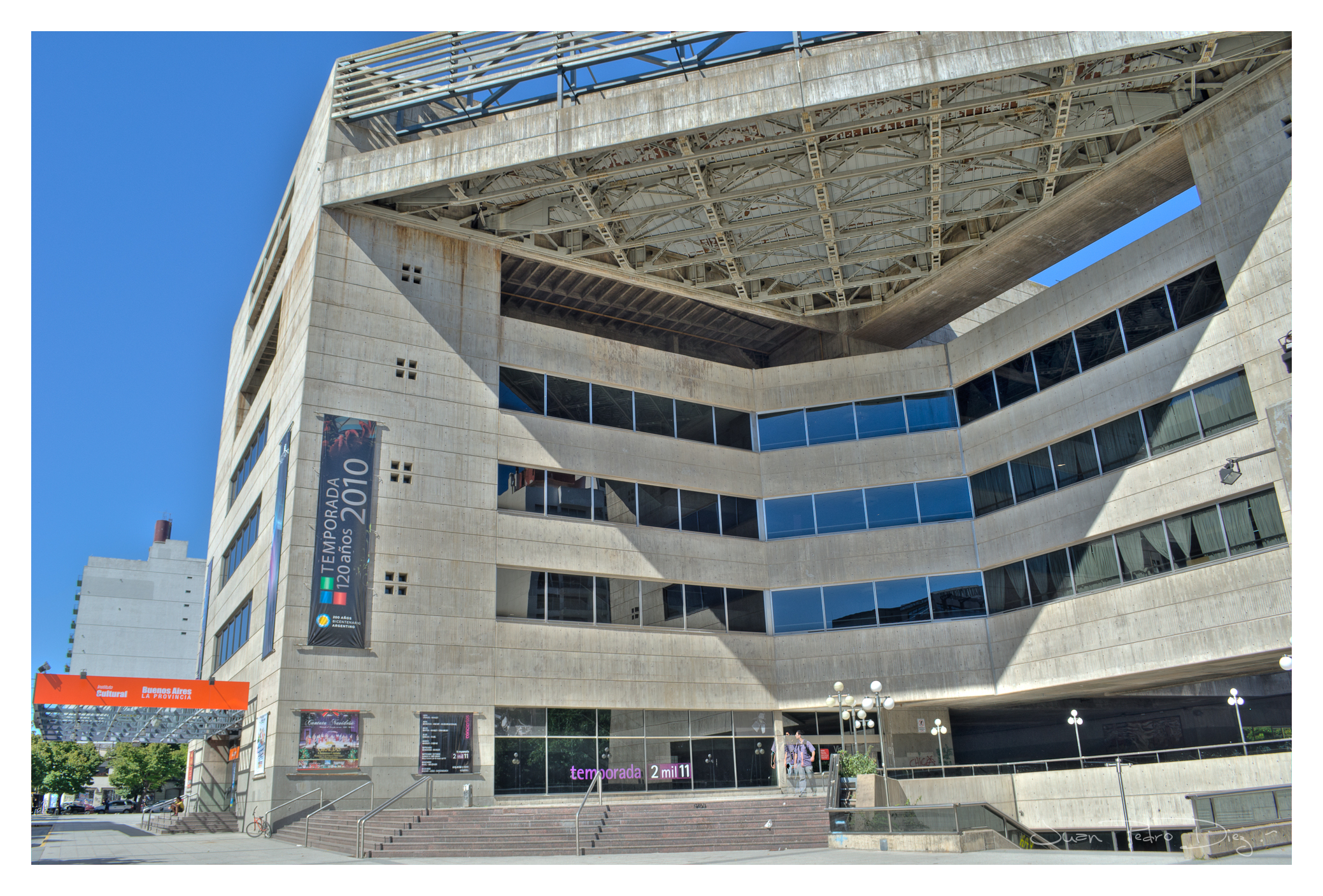
El Nuevo Teatro Argentino (1979), inaugurado recién en 1999.

En octubre de 1998, la Unesco aprobó la candidatura de la ciudad para alcanzar el reconocimiento como Patrimonio de la Humanidad. La distinción se encuentra aún pendiente a causa de diversas objeciones al criterio de mantenimiento arquitectónico y paisajístico durante las últimas décadas, que en opinión de distintos especialistas ha generado severos daños a la concepción estética y contextual original. En 1999, se inauguraba la finalización de la Catedral de La Plata, cuyo edificio había estado paralizado durante casi un siglo. Por iniciativa del Gobernador Eduardo Duhalde se habían construido las dos torres faltantes y agregado numerosas decoraciones. Ese mismo año, se inauguraba el nuevo Teatro Argentino, luego de casi veinte años de la desaparición del edificio original.
En el año 2001 se creó el SUT, un sistema de transporte que pretendió mejorar el sistema de colectivos en la ciudad y generó mucha confusión en sus primeros tiempos hasta que fue mejorando el servicio.

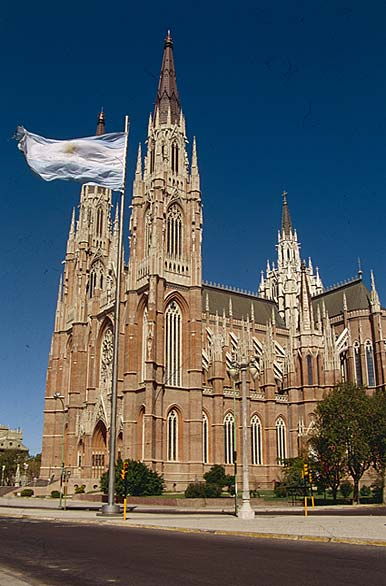
Catedral de La Plata, con sus torres terminadas en 1999.

En 2002, quedó finalizada la Autopista Buenos Aires-La Plata, un proyecto pensado ya en 1958 pero que recién había comenzado a construirse en 1995. Así, quedaba reducido a un tiempo de menos de una hora en automóvil, un trayecto que antes debía realizarse por avenidas a nivel, como el Camino Centenario o el Camino General Belgrano, tardando más del doble según el estado del tránsito. El 7 de junio de 2003 se inauguró el Estadio Ciudad de La Plata, uno de los más modernos de Latinoamérica, aún sin haberse completado la totalidad de las obras proyectadas. El proyecto también databa de los años '40, pero jamás se había concretado a pesar de numerosos diseños que se presentaron a lo largo de los años.
El 28 de octubre de 2007 fue elegido el intendente Pablo Bruera con el 26% de los votos, reemplazando así a Julio Alak quien estaba al cargo desde 1991.
Durante el año 2009, tras una serie de acuerdos entre el municipio de la ciudad, la gobernación de la provincia y la presidencia de la Nación, se avanzó en la cesión definitiva de parte de las tierras del Paseo del Bosque a los clubes Estudiantes y Gimnasia. El 24 de junio, el Consejo Deliberante aprobó el convenio y la ordenanza por la que los clubes Gimnasia y Estudiantes recibirán en carácter de «donación con cargo» las tierras donde actualmente se levantan sus estadios en el Bosque.
El 25 de febrero de 2009 debutó el sistema de estacionamiento a través de mensajes de texto (sms). Con este hecho, La Plata se convirtió en la primera ciudad de la Argentina en utilizar aplicaciones tecnológicas de primer nivel para controlar el estacionamiento.
En abril de 2009 reabrió sus puertas al público el Pasaje Rodrigo como centro comercial. La galería comercial había sido inaugurada en 1929 por Basilio Rodrigo (inmigrante español) y estuvo cerrado al público por 10 años.
Durante 2011, el Estadio Ciudad de La Plata fue la sede principal de la Copa América de Fútbol, que tras 24 años volvió a disputarse en Argentina, con cabecera en siete provincias del país.

### Preocupación por el patrimonio
En 2007, nacía el Plan Participativo de Recuperación y Puesta en Valor del Patrimonio, se creó desde legislación propia hasta una Dirección de Patrimonio, se restauraron algunos edificios simbólicos —lo que disparó la habitual ola de sana imitación entre los privados, que en esto siguen el ejemplo oficial— y se instalaron algunas ideas potentes.
Sin embargo, y a pesar de los reiterados intentos de Alak y de la visita de comitivas que recorrieron la ciudad, el Intendente no logró su objetivo, ya que los especialistas declararon que La Plata no reunía las condiciones suficientes para la declaración. A fines de 2006, la Municipalidad de La Plata hizo un largo trabajo de identificación y fichado de 55.000 edificios en las 1600 manzanas de la zona histórica; del cual resultó un catálogo con casi 1700 edificios en su ciudad, protegidos en diferentes niveles.
Pero en dirección opuesta a lo hecho anteriormente, en 2010 el Concejo Deliberante aprobó un nuevo Código de Ordenamiento Urbano (COU) que elevó a 45 metros la altura permitida en el centro histórico de la ciudad; sancionado sobre tablas, sin debate y pasando solo por una reunión de la Comisión de Planeamiento de la que echaron a los vecinos e impidieron el acceso a la prensa. A raíz de falta de legislación para proteger la arquitectura fundacional la ciudad fue incluida en 2011 e incorporada a la agenda 2012 en la lista de los 100 sitios en peligro, nominación patrocinada por World Monuments Fund (Fundación para los Monumentos del Mundo) que busca y promueve acciones y financiamiento para lugares históricos y patrimoniales en peligro.
Además del surgimiento de asociaciones vecinales y grupos en Internet organizados en reclamo por la protección del patrimonio de la ciudad, se han realizado varios análisis de los efectos negativos de las nuevas leyes de edificación en el centro de la ciudad.

### Inundaciones de abril de 2013
Durante la noche del 2 de abril de 2013, un fuerte temporal de lluvia azotó a la ciudad de La Plata así como las localidades vecinas de Ensenada y Berisso, cobrándose con 89 víctimas fatales. El gobernador de la Provincia de Buenos Aires, Daniel Scioli, remarcó que es la peor tragedia de la historia de la ciudad.